# Appias maria
Appias maria är en fjärilsart som beskrevs av Semper 1875. Appias maria ingår i släktet Appias och familjen vitfjärilar.
Artens utbredningsområde är Filippinerna. Inga underarter finns listade i Catalogue of Life.